# Arlap
Arlap est une île de l’atoll de Jaluit, dans les Îles Marshall. Elle est située à l’ouest de l’atoll et est inhabitée.